# Раднаи, Миклош
Миклош Раднаи (венг. Miklós Radnai; 1 января 1892, Будапешт, Австро-Венгрия — 4 ноября 1935, Будапешт, Венгрия) — венгерский композитор, музыкальный педагог и театральный режиссёр
.

## Биография
Сын нотариуса. С детства обучался игре на скрипке. Ещё учась в средней школе, поступил в Музыкальную академию в Будапеште. Учился у Ганса фон Кёсслера и Виктора фон Херцфельда, затем у Феликса Мотля в Мюнхене.
Преподавал гармонию в Будапештской музыкальной академии с 1919 по 1925 год и до самой смерти был директором Будапештской оперы.
Автор оперы и двух балетных пантомим, симфонической сюиты, мозаичной сюиты для оркестра, хоровой кантаты, «Венгерской симфонии» и других музыкальных сочинений.